# Scorpaena annobonae
Scorpaena annobonae är en fiskart som beskrevs av Eschmeyer, 1969. Scorpaena annobonae ingår i släktet Scorpaena och familjen Scorpaenidae. Inga underarter finns listade i Catalogue of Life.